# Hideg-lyuk (Dömös)
A Hideg-lyuk a Duna–Ipoly Nemzeti Parkban lévő Visegrádi-hegységben, Dömösön, a Dobogó-kőn található egyik barlang.

## Leírás
Az Ablakos-barlangot rejtő kőbástya keleti oldalában, attól körülbelül 8 méterre, dél felé található a Hideg-lyuk két bejárata.
Az alsó bejárat 1,75 méter széles és 0,55 méter magas. Különös ismertető jele, hogy feltűnően hideg levegő áramlik ki rajta. A felső bejárat 1,8 méter magas, 1,6 méter széles és felfelé erősen keskenyedik. Az összesen 11 méter hosszú barlang kétszintes, a két szint az alsó bejárattal szembeni falnál egy markáns hasadékban összejárható. Az alsó bejárat egy 4 méter széles, 2,5 méter hosszú terembe vezet. Ennek az alján, a bejárattal szemben egy csorga (keskeny, lejtős, elkanyarodó árok) található, aminek az alján lévő hasadékból igen hideg huzat tör elő. A felső bejárat egy rövid, emelkedő ágba vezet, amelynek közepén egy kis terem van. Az alsó terem alján lévő hideg lyuk egy járhatatlanul szűk nyílás, ám egy olyan hasadékba vezet, amely talán, ha kúszva is, de járható és onnan jön a hideg huzat.

## Klimatológia
1997. július 11-én 13:00-kor mért levegő-hőmérsékletek:
- külső hőfok 21,4 °C
- alsó bejáratban 6,4 °C
- felső bejáratban 8,8 °C
- alsó terem tetején 8,6 °C
- legalul a csorgában 5,5 °C

Az erős lehűlés nem ismeretlen a nagy tömegű laza törmelékben, ahol is a nagy párolgási felszín következtében nagy a hőelvonás. Magyarországon hasonló üregek a Telkibányai-jegesbarlang, a Szentgyörgy-hegyi Sárkány-barlang és a pusztafalui Hideg-lyuk. A jelenség tehát nem ismeretlen, de az 5,5 °C feltűnően alacsony a meleg nyár közepén. A nagy kőbástyában ennyire nem is tud lehűlni a levegő, tehát az távolabbról, a Dobogó-kő északi lábának lejtőtörmelékéből, talán annak üregeiből jöhet.

## Kutatástörténet
A barlangot először Gönczöl Imréék írták le részletesen és térképezték fel 1997-ben. A 2001. november 12-én elkészült, Magyarország nemkarsztos barlangjainak irodalomjegyzéke című kézirat barlangnévmutatójában szerepel a Hideg-lyuk. A barlangnévmutatóban meg van említve 1 irodalmi mű, amely foglalkozik a barlanggal. A 366. tétel nem említi, a 365. tétel említi.
A 2014. évi Karsztfejlődésben megjelent tanulmányban az olvasható, hogy sok tektonikus barlang és tektonikailag előre jelzett barlang ismert a hegységben, mint például a Hideg-lyuk. Figyelmet érdemelnek a nyári melegben hideg levegőt árasztó, kifúvó barlangok, mint amilyen például a Hideg-lyuk. A Szer-kői-depresszióban lévő barlangból 1997. július 11-én a felszíni 21,4 °C mellett 5,5 °C-os hideg levegő folyt ki. Ez a nagy tömegű, laza törmelék nagyobb párolgási felületének és ennek kapcsán nagyobb hőelvonásának köszönhető. A Dömösön található barlang 9,4 m hosszú és 2,2 m magas. A Visegrádi-hegység 101 barlangjának egyike.